# Herbert Niehr
Herbert Niehr (* 13. August 1955 in Nettetal) ist ein römisch-katholischer Theologe.

## Leben
Nach der Promotion 1985 und der Habilitation in Würzburg 1989 wurde er 1992 Lehrstuhlinhaber für Einleitung in das Alte und Neue Testament an der katholisch-theologischen Fakultät der Universität Tübingen.

## Veröffentlichungen (Auswahl)
- Herrschen und Richten. Die Wurzel špṭ im Alten Orient und im Alten Testament (Forschung zur Bibel 54), Würzburg 1986.
- Rechtsprechung in Israel. Studien zur Geschichte der Gerichtsorganisation im Alten Testament (Stuttgarter Bibelstudien 130), Stuttgart 1987.
- Der höchste Gott. Alttestamentlicher JHWH-Glaube im Kontext syrisch-kanaanäischer Religion des 1. Jahrtausends v. Chr. (Beihefte der Zeitschrift für die Alttestamentliche Wissenschaft 190), Berlin-New York 1990.
- Religionen in Israels Umwelt. Einführung in die nordwestsemitischen Religionen Syrien – Palästinas (Die Neue Echter-Bibel Erg. Reihe 5), Würzburg 1998.
  - Il contesto religioso dell’Israele antico (Introduzione allo studio della Bibbia. Supplementi 7), Brescia 2002.
- Ba‘alšamem. Studien zu Herkunft, Geschichte und Rezeptionsgeschichte eines phönizischen Gottes. Studia Phoenicia XVII (Orientalia Lovaniensia Analecta 123), Leuven 2003.
- mit Izak Cornelius: Götter und Kulte in Ugarit. Kultur und Religion einer nordsyrischen Königsstadt in der Spätbronzezeit (Zaberns Bildbände zur Alten Welt), Mainz 2004.
- Aramäischer Aḥiqar (Jüdische Schriften aus hellenistisch-römischer Zeit. Neue Folge II/2), Gütersloh 2007.
- mit Corinne Bonnet: Religionen in der Umwelt des Alten Testaments II. Phönizier, Punier, Aramäer (Kohlhammer Studienbücher Theologie 4,2), Stuttgart 2010.
  - La religion des Phéniciens et des Araméens (Le Monde de la Bible 66), Genf 2014.